# Tu-126 (航空機)
Tu-126
- 用途：早期警戒機
- 製造者：ツポレフ設計局
- 運用者： ソビエト連邦（ソビエト空軍）
- 初飛行：1962年
- 生産数：1+8機
- 生産開始：1965年
- 退役：1984年
- 運用状況：退役

Tu-126は、ツポレフ設計局が開発したソビエト連邦初の早期警戒機 (AEW&C)である。Tu-114を改設計した機体であり、NATOコードネームは「Moss(モス：苔類の意)」。1958年から開発が開始され、試作機を含む9機が作られた。1984年までに全機退役している。

## 開発
冷戦が激化し、ソ連においてもアメリカ軍の核爆弾搭載爆撃機に対する防空体制の構築が図られたが、ソ連の領土は広く、地上配備のレーダーでは体制が不十分であった。このため、航空機搭載大型レーダーによる警戒態勢も構築されることが構想された。
レーダー母機として、当初は、Tu-95（1952年初飛行）をベースとして開発することが検討されたが、レーダーシステムを搭載するには機体の容積が足りなかったことから、Tu-95の胴体を拡大した旅客機型のTu-114が選定された。
試作機は1962年1月23日に初飛行し、翌年には量産が指示されたが、実用化にあたってのテストに手間取り、実際の量産開始は1965年からとなった。1968年までに8機が生産された。

## 機体
主翼は後退翼であり、二重反転プロペラのターボプロップエンジン4基を有する。胴体に窓は無い。機首に空中給油プローブを有する。
レーダーは後部胴体上に回転可能な直径12mの円盤状ロートドームを1本の幅広パイロンで支持し装備した。レドーム内部にはリアーナ（NATOコードネームはフラット・ジャック(Flat Jack)）と呼ばれる2次元レーダーを装備していた。リアーナは、Tu-126用として1959年に設計されたもので、P-30(en)をベースとしていた。レドームは10rpmで回転し、MiG-21サイズの戦闘機を100km、爆撃機を200～300km、大きな軍艦ならば400kmで探知できた。しかし、エンジンの金属製プロペラブレードがレーダーの性能に悪影響を及ぼしていたほか、ルックダウン能力が無い、目標の高度を測定することができない、電子機器の信頼性が低く故障が多いなどの数多くの問題があった。
レドームの他にも21箇所にアンテナを装備しており、テイルコーンにも電子機器を搭載した。レドームの装備と電子機器の搭載による方向安定性低下を抑えるため、後部胴体下面にはベントラルフィンが装備された。

## 運用
Tu-126はソビエト西部、リトアニアのシャウレイ基地に配備された。配備開始は1965年であるが、初めて西側に確認されたのは、1968年のことである。
1971年の第三次印パ戦争では、1機がインド軍に貸し出され、実戦参加を果たしている。
Tu-126は各地に展開して任務や訓練にのぞむこともあった。電子妨害以外の攻撃能力を持たないTu-126は、有事にはソ連防空軍の大型戦闘機、Tu-128と連携することが想定され、実際に訓練も行われていた。想定ではデータリンクによりTu-128Pを自動制御することを想定していた。そのため、Tu-126は限定的ながらも早期警戒管制能力も備えた。しかし、実態は、これは運用レベルに達しず、専ら音声による誘導のみで運用された。
Tu-126は第1世代の早期警戒/管制機としては十分な性能を示したが、古い世代のレーダーを装備しているため、ルックダウン能力（自機より低い高度の目標を探知する能力）を欠いていた他、目標の高度を測定することができなかった。また、広大な旧ソビエトの領土に対して8機という機数は少なすぎた。
後継のベリエフ A-50の導入により、1984年をもって全ての機体が退役した。

## スペック
- 全幅：51.20m
- 全長：55.20m
- 全高：15.50m

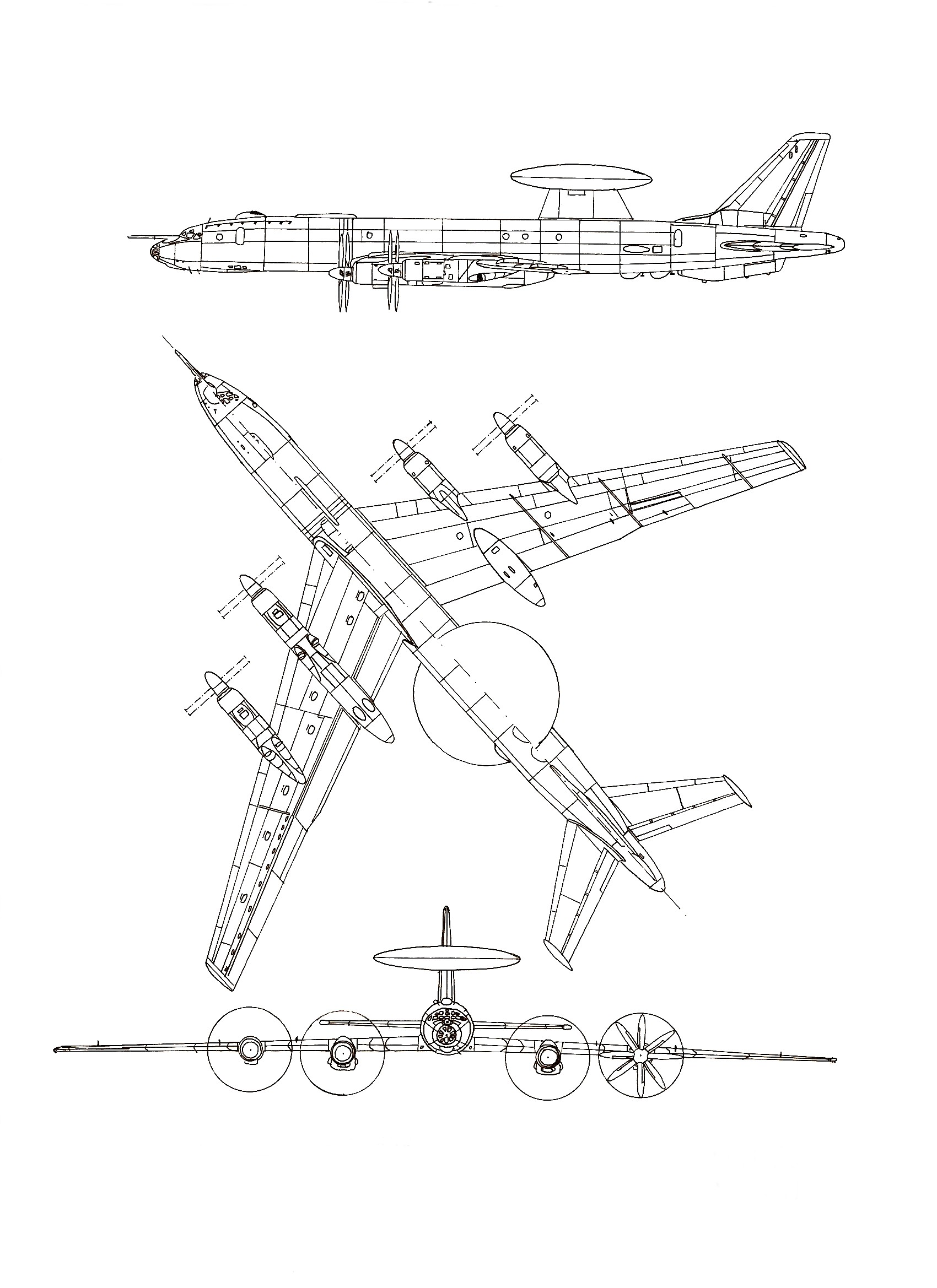
Tu-126 三面図

- エンジン：クズネツォフ NK-12MV (11,033kw)×4基
- 最大離陸重量：175,000kg
- 最大速度：約800km/h
- 巡航速度：約700km/h
- 航続距離：6,990km
- 乗員：24名